# 큰긴가락박쥐
큰긴가락박쥐(Miniopterus inflatus)는 긴가락박쥐과에 속하는 박쥐의 일종이다. 카메룬과 중앙아프리카공화국, 콩고민주공화국, 적도 기니, 에티오피아, 가봉, 기니, 케냐, 라이베리아, 모잠비크, 나미비아, 르완다, 탄자니아, 우간다 그리고 짐바브웨에서 발견된다. 동굴에서 서식한다.